# 다르덴 형제
장피에르 다르덴(프랑스어: Jean-Pierre Dardenne, 1951년 4월 21일 ~)과 뤼크 다르덴(프랑스어: Luc Dardenne, 1954년 3월 10일 ~) 형제는 다르덴 형제로 널리 알려진 벨기에의 영화 제작자 듀오이다. 둘이 함께 자신들 영화의 각본 및 프로듀스, 감독을 담당한다.
1970년대 후반부터 이야기체 영화와 다큐멘터리 영화를 제작하기 시작하였다. 1990년대 중반 《약속》으로 국제적인 주목을 받게되었으며, 《로제타》로 1999년 칸 영화제 황금종려상을 수상하며 처음으로 주요 국제 영화제에서 수상하였다.

## 작품 목록

### 장편 영화
- 1987년 Falsch
- 1992년 Je pense à vous
- 1996년 《약속》 (La promesse)
- 1999년 《로제타》 (Rosetta)
- 2002년 《아들》 (Le fils)
- 2005년 《더 차일드》 (L’enfant)
- 2008년 《로나의 침묵》 (Le silence de Lorna)
- 2011년 《자전거 탄 소년》 (Le gamin au vélo)
- 2014년 《내일을 위한 시간》 (Deux jours, une nuit)
- 2016년 《언노운 걸》 (La Fille inconnue)
- 2019년 《소년 아메드》 (Le Jeune Ahmed)
- 2022년 《토리와 로키타》 (Tori et Lokita)
- 2025년 《영 마더스》 (La Maison Maternelle)

### 다큐멘터리
- 1978년 Chant du rossignol
- 1979년 《레옹M의 보트가 처음으로 뫼즈강을 내려갈 때》 (Lorsque le bateau de Léon M. descendit la Meuse pour la première fois)
- 1980년 《전쟁을 끝내기 위해, 벽은 무너져야 했다》 (Pour que la guerre s'achève, les murs devaient s'écrouter)
- 1981년 R... ne répond plus
- 1982년 《어느 임시 대학의 강의》 (Leçons d'une université volante)
- 1983년 《조나단을 보라, 장 루베의 작품 세계》 (Regarde Jonathan/Jean Louvet, son oeuvre)

### 단편 영화
- 1987년 《세상을 달리는 사나이》 (Il Court, il Court, le Monde)
- 2007년 《어둠 속에서》 (Dans l'obscurité) (옴니버스 영화 《그들 각자의 영화관》 수록)

## 수상
- 1999년 황금종려상, 《로제타》
- 2005년 황금종려상, 《더 차일드》
- 2008년 칸 영화제 각본상 , 《로나의 침묵》
- 2011년 칸 영화제 심사위원대상, 《자전거 탄 소년》
- 2019년 칸 영화제 감독상, 《소년 아메드》